# عادل حمودة (ملاكم)
عادل حمودة (مواليد 8 مارس 1960) هو ملاكم سوري، مثّل بلاده في الألعاب الأولمبية الصيفية 1980.

## روابط خارجية
عادل حمودة على موقع أوليمبيديا (الإنجليزية)